# Alien: Covenant
Alien: Covenant é um filme de terror e ficção científica de 2017 dirigido por Ridley Scott e estrelado por Michael Fassbender, Katherine Waterston, Billy Crudup, Danny McBride e Demián Bichir. É o sétimo filme da franquia Alien e uma continuação de Prometheus, ocorrendo cerca de dez anos depois, e centra-se na tripulação da nave de colonização Covenant, com destino a um planeta remoto do outro lado da galáxia. Ao desembarcar, a tripulação descobre o que eles consideram um paraíso inexplorado, habitado apenas pelo androide David, sobrevivente da fracassada expedição Prometheus. No entanto, o planeta logo se revela muito mais perigoso do que eles poderiam imaginar.
O filme explora as origens da espécie Xenomorfo, e também apresenta uma nova versão da criatura apelidada de Neomorfo. A produção do filme começou em fevereiro de 2016 e ele foi lançado em 19 de maio de 2017.

## Enredo
Anos antes à expedição Prometheus, o recém-ativo David (Michael Fassbender) é entrevistado pelo jovem Sir Peter Weyland (Guy Pearce) em um apartamento palaciano à beira do lago. David expressa sua confusão por ter de servir a humanos, apesar de ser imortal e humanos não.
Muitos anos depois, a nave de colonização USCSS Covenant está a caminho do planeta Origae-6, transportando mais de 2000 colonos em hipersono e 1140 embriões humanos. Em 5 de dezembro de 2104, ainda 7 anos e 4 meses antes de seu destino, a nave é atingida por uma explosão de neutrinos de uma ignição estelar próxima, causando grandes danos e iniciando vários incêndios. Os 15 tripulantes não essenciais despertam do hipersono, mas o Capitão Branson (James Franco) é incinerado dentro de sua cápsula. A tripulação sobrevivente consegue controlar o desastre, embora 47 colonos e 16 embriões vieram a óbito. Daniels (Katherine Waterston), a esposa de Branson, fala com Walter (Michael Fassbender), (uma versão androide atualizada de David), sobre uma cabana que Branson desejava fazer em Origae-6.
O primeiro oficial da nave Covenant, Chris Oram (Billy Crudup), assume o comando da missão. Enquanto faz reparos externos na nave, o piloto Tennessee (Danny McBride) encontra uma transmissão distorcida e fragmentada por meio do sistema de comunicação de seu traje. Quando a transmissão é analisada, a tripulação é capaz de ouvir um humano não identificado cantando uma música clássica de rock. Quando rastreiam a transmissão, descobrem que tem origem em um planeta próximo, chamado Planeta 4, perfeito para a habitação humana, melhor até que as previsões para Origae-6. Visto como um planeta aparentemente perfeito, a apenas algumas semanas de distância e sem nenhum tripulante querendo entrar novamente em hipersono após testemunhar o destino de Branson, Oram decidiu investigar. Daniels oficialmente protesta, mas é rejeitada.
Ao chegar ao Planeta 4, Tennessee, Ricks (Jussie Smollett), e Upworth (Callie Hernandez) permanecem a bordo da nave Covenant, enquanto o resto da tripulação se dirige ao planeta na nave Lander Um para explorar. Eles descobrem um mundo verde e com vegetação, mas misteriosamente desprovido de vida animal. Enquanto o exploram, um membro da equipe de segurança, Ledward (Ben Rigby), pisa em algumas pequenas plantas enquanto fuma, fazendo com que várias partículas transportadas pelo ar entrem em seu ouvido sem serem notadas. Enquanto isso, os outros tripulantes encontram uma nave alienígena, dentro da qual encontram uma etiqueta pertencente a uma "Dr. E. Shaw". A expedição é interrompida quando Ledward se torna rapida e violentamente doente. Karine (Carmen Ejogo) o leva de volta à nave Lander Um, e então um neomorfo sai das costas de Ledward, atacando e matando Karine. Numa tentativa desesperada de matar a criatura, a piloto da nave, Faris (Amy Seimetz), acidentalmente dispara em vários tanques inflamáveis, causando uma explosão que a mata e destrói a nave Lander Um; o neomorfo escapa. Do lado de fora, Hallett (Nathaniel Dean) é morto quando um segundo neomorfo sai de sua garganta, sendo que ele também foi infectado pelas plantas.
Os neomorfos (Goran D. Kleut\Andrew Crawford), já crescidos, logo voltam a atacar a tripulação; Ankor (Alex England) é morto e Walter perde a mão salvando Daniels. A equipe de segurança consegue matar uma das criaturas, enquanto a segunda foge quando uma misteriosa figura encapuzada dispara uma luz brilhante. Incapaz de contatar a nave Covenant devido à interferência iônica e com a nave incapaz de entrar no planeta devido a suas poderosas tempestades atmosféricas, a tripulação segue a figura misteriosa. Ela os leva a uma cidade, repleta de corpos de seres humanoides. Ao chegar a um templo, a figura revela ser David, sobrevivente da nave USCSS Prometheus. Ele explica que ele e Elizabeth Shaw (Noomi Rapace) vieram ao planeta 10 anos antes, a bordo de uma espaçonave; No entanto, a carga da nave, o líquido negro mutagênico, acidentalmente caiu na cidade quando eles chegaram, aniquilando sua população e contaminando o planeta. A nave caiu, matando Shaw e deixando David sozinho.
David e Walter conversam no templo. Entanto, David logo se decepciona com a falta de capacidade de emoção de Walter, e o desativa. Enquanto isso, o neomorfo sobrevivente, ora totalmente crescido, se infiltra no templo e mata Rosenthal (Tess Haubrich). David descobre a criatura se alimentando do cadáver de Rosenthal e parece se comunicar em paz com ele, mas Oram atira e mata o neomorfo, enfurecendo David. Quando Oram o ameaça, exigindo saber a verdade sobre suas ações no planeta, David o leva a um laboratório, onde ele apresenta seus esforços para manipular geneticamente as criaturas geradas pelo líquido negro. Ele leva Oram para uma câmara nos níveis mais baixos do templo, onde residem vários ovos de sua criação. Um dos ovos abre e Oram é atacado por um facehugger.
David espera e observa quando Oram é morto pelo xenomorfo. Quando a equipe de segurança vai investigar, o Sargento Lope (Demián Bichir) também é atacado por um facehugger, mas é salvo quando Cole (Uli Latukefu) mata a criatura. Cole é morto pelo xenomorfo (Goran D. Kleut) totalmente crescido, e Lope foge. Em outras partes do templo, Daniels confronta David, dizendo que Shaw não morreu no acidente. David confirma que ele matou Shaw durante seus experimentos e ataca Daniels, ela é salva por Walter, que, como um androide mais avançado que David, é capaz de se autorreparar. Os dois androides se envolvem em um duelo brutal enquanto Daniels foge. Ela e Lope conseguem entrar em contato com a Covenant e Tennessee entra no Planeta 4 em uma nave de transporte de carga para resgatá-los. Daniels, Lope, e Walter embarcam na nave, mas são perseguidos por um xenomorfo. Daniels luta contra a criatura, finalmente esmagando-a no guindaste remoto da nave.
Ao retornar à nave Covenant, os sobreviventes se preparam para entrar novamente em hipersono. Entretanto, Daniels e Tennessee descobrem que Lope foi morto por um xenomorfo. O alien rapidamente mata Ricks e Upworth enquanto tomam banho juntos, mas Daniels e Tennessee conseguem encurralar a criatura na baía de equipamentos de terraplanagem da nave, finalmente conseguindo ejetá-la ao espaço. Após isso, Tenesse entra em hipersono, e Daniels lembra Walter da cabana que Branson desejava fazer em Origae-6; quando o androide não entende, Daniels percebe tarde demais que não é Walter quem está a bordo da nave com ela, é David, que cortou sua própria mão e cicatrizou seu rosto para assumir o lugar de Walter. Ela grita em vão quando ele ativa sua cápsula de hipersono. Agora só, David entra na baía de hipersono cheia de colonos, e começa a regurgitar dois pequenos embriões solidificados de facehuggers, e os põe no armazenamento ao lado de embriões humanos. Ele registra uma mensagem como Walter, afirmando que todos os tripulantes da nave Covenant, exceto Daniels e Tennesse, foram mortos na explosão de neutrinos, mas os colonos estão intactos e ilesos, em curso para Origae-6.

## Elenco
- David 8 ... Michael Fassbender.
- Walter 1 ... Michael Fassbender.
- Daniels ... Katherine Waterston.
- Christopher Oram ... Billy Crudup.
- Tennessee ... Danny McBride.
- Dan Lope ... Demián Bichir.
- Karine Oram ... Carmen Ejogo.
- Ricks ... Jussie Smollett.
- Upworth ... Callie Hernandez.
- Margaret Faris ... Amy Seimetz.
- Tom Hallett ... Nathaniel Dean.
- Ankor ... Alex England.
- Ledward ... Ben Rigby.
- Cole ... Uli Latukefu.
- Sarah Rosenthal ... Tess Haubrich.
- Jacob Branson ... James Franco.
- Elizabeth Shaw ... Noomi Rapace.
- Sir Peter Weyland ... Guy Pearce.
- Voz da "Mãe" ... Lorelei King.
- Xenomorfo ... Goran D. Kleut.
- Neomorfos ... Goran D. Kleut. Andrew Crawford.

## Produção

### Desenvolvimento
Durante a WonderCon de 17 de março de 2012, Scott afirmou que Prometheus deixaria muitas perguntas sem resposta, e que estas poderiam ser respondidas em uma continuação, dizendo: "Se tivermos sorte, haverá uma segunda parte. Isso deixará você com algumas perguntas respondidas". Perguntado se a continuação seria uma prequela direta de Alien, o roteirista de Prometheus, Damon Lindelof, disse: "Se tivermos sorte o suficiente para fazer uma sequência ... ela irá se distar ainda mais de Alien".
Em junho de 2012, Lindelof afirmou que enquanto os elementos da trama eram deliberadamente deixados sem solução para que pudessem ser respondidos numa continuação, ele e Scott discutiram exaustivamente o que deveria ser resolvido para que Prometheus pudesse ficar sozinho, com uma continuação não garantida. Detalhando ainda mais seu conceito para a sequência, Scott afirmou que seguiria Elizabeth Shaw até seu próximo destino, dizendo: "Porque se é o paraíso, o paraíso não pode ser o que você pensa que é. O paraíso tem uma conotação de ser extremamente sinistro". Lindelof duvidou de sua participação no filme, afirmando: "Se (Scott) quer que eu esteja envolvido em algo, seria difícil dizer não. Ao mesmo tempo, sinto que (Prometheus) poderia se beneficiar de uma voz nova ou uma tomada nova ou um pensamento novo". Scott afirmou que um filme adicional seria necessário para preencher a lacuna entre a sequência de Prometheus e Alien: O Oitavo Passageiro. Em uma entrevista à Empire Magazine, publicada em 28 de outubro de 2013, Scott confirmou que "Prometheus 2 está escrito", mas não indicou quando poderia iniciar as filmagens.
Durante a divulgação de seu filme de 2015, Perdido em Marte, Scott afirmou que a sequência de Prometheus seria seu próximo projeto, com produção prevista para fevereiro de 2016. Ele também confirmou que o filme seguiria os comentários de Elizabeth Shaw ao final de Prometheus, sobre seu desejo de procurar o mundo dos Engenheiros. Em uma entrevista ao HeyUGuys, Scott disse que o título do filme seria Alien: Paradise Lost, em referência ao poema de John Milton, Paradise Lost, que trata da queda do homem e as tentações de Adão e Eva. Ele passou a afirmar que o título tinha sido escolhido "Porque estamos voltando para o porquê e como e quando a besta foi inventada. Vamos voltar para a porta dos fundos do primeiro Alien que eu fiz há trinta anos". Isso pareceu contradizer as afirmações anteriores de que a sequência teria ainda menos conexão com Alien. Essa mudança de direção foi confirmada quando Scott reconheceu que a criatura alienígena apareceria no novo filme, como o título indicava.
Em novembro de 2015, Scott anunciou que o título do filme havia sido alterado para Alien: Covenant e também declarou que o roteirista John Logan havia sido trazido para a produção para revisar o roteiro.

### Escolha de Elenco
Durante a pré-produção, Scott esclareceu que Michael Fassbender voltaria para a sequência, interpretando David e um novo personagem, Walter. Em dezembro de 2015, foi anunciado que a atriz norte-americana Katherine Waterston havia sido escalada para interpretar Daniels, a personagem principal do filme. Apesar de Scott inicialmente afirmar que Noomi Rapace não voltaria como Elizabeth Shaw, foi confirmado que ela estaria de fato aparecendo na sequência. No entanto, seu papel foi largamente reduzido, apenas aparecendo em materiais de marketing de pré-lançamento do filme.
Ao longo de fevereiro de 2016, uma série de anúncios revelou o elenco do filme, com os atores Demián Bichir, Danny McBride, Carmen Ejogo, Jussie Smollett, Amy Seimetz, Callie Hernandez e Billy Crudup se unindo à produção. No final de outubro de 2016, um relatório exclusivo da AVPGalaxy revelou que Guy Pearce também voltaria de para o papel de Sir Peter Weyland, retratando uma versão mais nova do personagem. Várias semanas depois, a AVPGalaxy também revelou que o ator James Franco também havia sido escalado para o filme, interpretando Jacob Branson, o capitão da nave Covenant e marido da personagem principal.
Harry Gregson-Williams foi inicialmente anunciado como o compositor do filme, tendo trabalhado anteriormente em Prometheus, mas o músico anunciou mais tarde através de sua página no Facebook que ele não estava mais trabalhando no filme.

### Conceito e Design
Em 24 de outubro de 2016, a equipe de produção revelou detalhes sobre a nova criatura alienígena que apareceria no filme (apelidada de "Neomorfo" pela equipe de produção). As criaturas compartilham vários traços com os aliens de filmes anteriores (principalmente, o nascimento dentro de hospedeiros humanos vivos), mas foram projetados para serem bem diferentes, com pele branca e translúcida. Mais tarde, no mesmo mês, fotografias  mostraram vários estágios do ciclo de vida do Xenomorfo e como eles apareceriam no filme, mas elas foram rapidamente derrubadas pela 20th Century Fox.

### Filmagem
Em novembro de 2015, foi confirmado que Alien: Covenant iria ser filmado em Sydney, na Austrália, se tornando o segundo filme da série Alien a não ser filmado no Reino Unido, sendo o primeiro filme Alien: Resurrection (embora pequenas refilmagens tenham sido realizadas posteriormente na Warner Bros. Studios, Inglaterra).
A fotografia principal começou em 4 de abril de 2016. Ao longo do mês, fotografias revelaram um cenário para o filme, aparentemente uma seção de espaçonaves, que estava em construção. Uma grande explosão também foi fotografada como parte das filmagens. Outras fotografias  mostraram o que parecia ser um massacre, com numerosos cadáveres carbonizados em agonia. A fotografia principal foi encerrada em 19 de julho de 2016.
Em 18 de novembro, foi anunciado que o filme estava passando por refilmagens, sendo filmado na Warner Bros. Studios.

### Campanha Viral
Em 2016, uma campanha viral chamada "Meet Walter" começou a circular com um link para um site onde o visitante poderia "reservar" seu próprio andróide Walter, como em Alien: Covenant. Este site foi projetado para parecer uma visão geral do produto, detalhando as características de Walter, acompanhado por um vídeo, mostrando a Corporação Weyland-Yutani fabricando um Walter.

### Merchandising
Dois romances, ambos escritos por Alan Dean Foster, foram publicados para coincidir com o lançamento do filme. O primeiro, lançado em maio de 2017, foi uma novelização do roteiro do filme, enquanto o segundo contava os eventos anteriores à Alien: Covenant. Foster anteriormente escreveu as novelizações de Alien: O Oitavo Passageiro, Aliens e Alien 3. O romance prequela foi a primeira história original que Foster escreveu para a franquia. A Titan Books também publicou dois livros dos bastidores do filme para coincidir com o lançamento do filme, sendo eles Alien: Covenant: The Official Collector's Edition (um livro dos bastidores sobre a produção do filme), e The Art and Making of Alien: Covenant (contendo produção e arte conceitual). A revista de cinema Birth.Movies.Death. também produziu uma edição especial de Alien: Covenant.
A trilha sonora de Jed Kurzel foi lançada em formatos de CD e download digital. Uma experiência em realide virtual com o nome Alien: Covenant in Utero, foi lançada em maio de 2017.

## Recepção
O Cinema com Crítica chamou a obra de "uma criatura oca, aquém à imagem do criador".